# Filippo de Ventimiglia

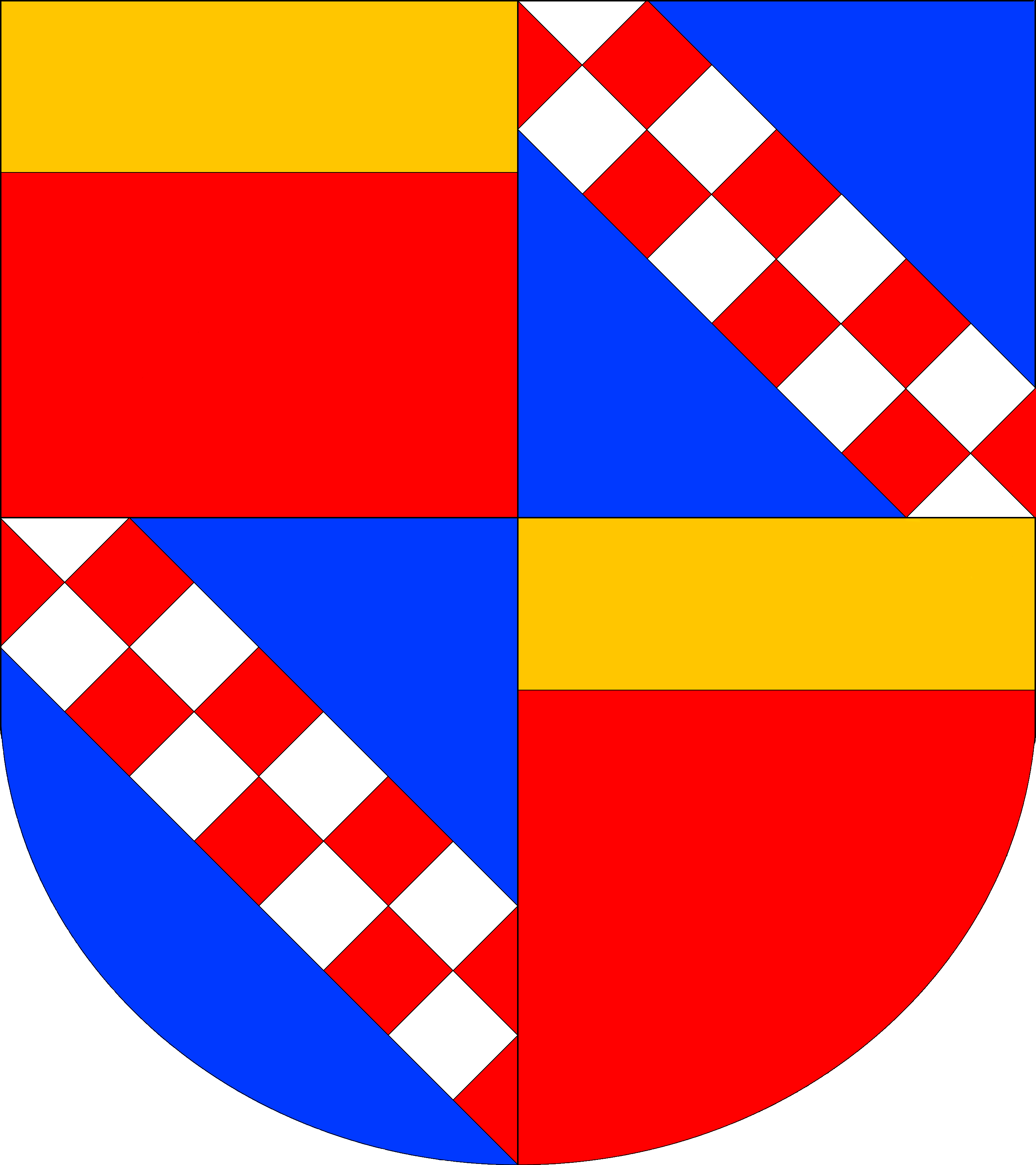
Escudo de armas del marqués de Irache: casa de Ventimiglia combinado con la casa de Altavilla, desde 1433.

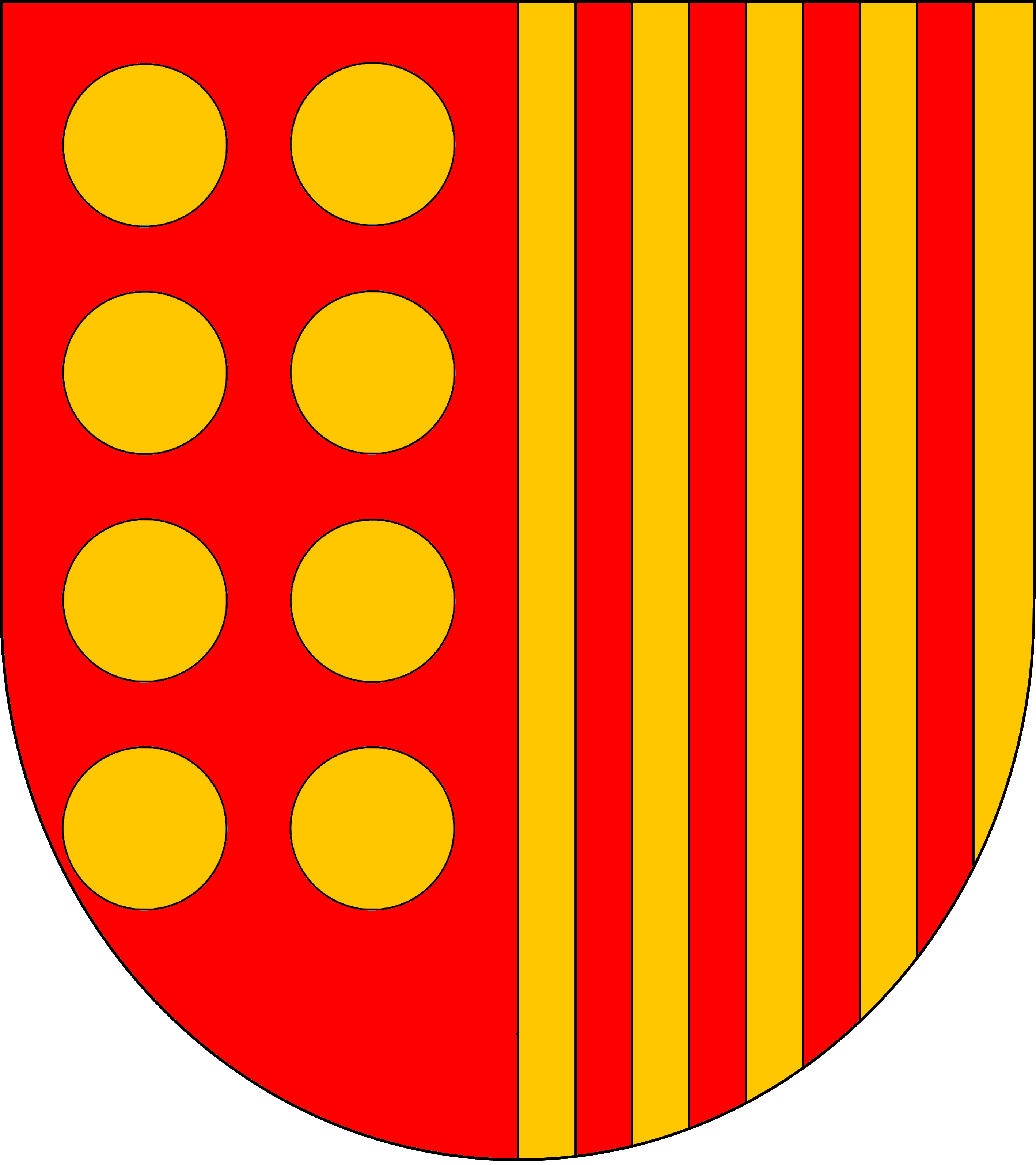
Casa de Moncada durante el Virreinato de Sicilia, actualmente integrada en la casa de Medinaceli.

Filippo de Ventimiglia y Folch de Cardona (*?,+1501) fue hijo de Enrico III de Ventimiglia y Nortman Prades (m. 1493?) y de doña Leonor de Luna y Folch de Cardona.

## Títulos
- XVIII conde de Geraci.
- IV marqués de Irache.[3]
- Señor de Castelbuono, Tusa, Gangi, S. Mauro y Pollina

## Biografía
Habiendo perdido su padre Enrico todo su patrimonio en 1485, incluida la titularidad del mismo, Filippo suplicó gracia a su rey don Fernando el católico, en memoria de los servicios que tradicionalmente había prestado su casa a la corona.
La petición fue del agrado del monarca, que con privilegio dado en Córdoba a 11 de octubre de 1490 ordenó la restitución de los siguientes bienes: el marquesado de Geraci, Castelbuono, Santo Mauro, Gangi, Tusa, Pettineo y Pollina.
A cambio debería pagar 15.000 florines al propio monarca, para ayudarle en la costosísima guerra emprendida para la reconquista. Dicho privilegio fue ejecutado en Palermo el 18 de julio de 1491. El pago de dicha cantidad, que el monarca español necesitaba urgentemente para finalizar su guerra de reconquista de la península, supuso un nuevo punto de inflexión en el marquesado, cada vez menos prominente en el panorama nobiliario siciliano.
Murió prematuramente al inicio del nuevo siglo y sin descendencia, por lo que le heredó su hermano Simone I de Ventimiglia, investido como V marqués de Irache en 1502.

## Cambios territoriales en el feudo
Dio a Leonardo Maccagnone la titularidad del castillo de San Giorgio (Tusa) en 1491.
Vendió el feudo de Pollina en 1492 a Giovanni Cangelosi, pero después lo rescató para revenderlo a Francesco del Balsamo.
Vendió Pettineo a Francesco Ansalone, por 600 onzas.

## Matrimonio y descendencia
Filippo contrajo matrimonio verbal en 1494 con su sobrina en segundo grado Isabella de Moncada, hija de Guglielmo (Guillem) Raimondo de Moncada, conde de Adernó, y de su esposa Conticella de Moncada, hija y heredera de Antonio de Moncada, conde de Caltanissetta. Isabella tenía entonces 14 años y Filippo unos cuantos menos. Guglielmo Raimondo de Moncada, el padre de Isabella, era también, además de primo de Filippo, su tutor legal. Murió prematuramente al inicio del nuevo siglo y sin descendencia, por lo que le heredó (tanto en los feudos como en el matrimonio) su hermano Simone I de Ventimiglia, investido V marqués de Irache en 1502.

## Línea de sucesión en elmarquesado de Irache
| Predecesor: Enrico III de Ventimiglia Clermont-Lodève | Casa de Ventimiglia ?-1497 | Sucesor: Simone I de Ventimiglia y de Luna |